# Andrass Johansen
Andrass Johansen (Tórshavn, 16 de noviembre de 2001) es un futbolista feroés que juega en la demarcación de extremo izquierdo para el B36 Tórshavn de la Primera División de las Islas Feroe.

## Selección nacional
Tras jugar en la selección de fútbol sub-17 de Islas Feroe y la sub-21, finalmente hizo su debut con la selección de fútbol de Islas Feroe el 20 de junio de 2023 en un partido de clasificación para la Eurocopa 2024 contra Albania que finalizó con un resultado de 0-3 a favor del combinado albano tras el gol de Odmar Færø para el combinado feroés, y de Nedim Bajrami, Kristjan Asllani y Ernest Muçi para Albania.

## Clubes
| Club            | País        | Año       | Partidos | Goles |
| --------------- | ----------- | --------- | -------- | ----- |
| B36 Tórshavn II | Islas Feroe | 2019-2021 | 16       | 9     |
| B36 Tórshavn    | Islas Feroe | 2018-     | 108      | 20    |